# Irène Tolleret
Irène Tolleret (Béziers, 17 agosto 1967) è una politica francese.
Membro di Renaissance e Territori del Progresso, è stata eletta europarlamentare nel 2019.

## Biografia
Tolleret svolge l'attività di vignaiola nel Pic Saint-Loup in una tenuta privata di sua proprietà.

## Carriera politica

### Politica locale
Dopo le elezioni comunali del 2014, Tolleret è stata eletta sindaco di Fontanès, nell'Hérault. Rappresentante del suo comune nel consiglio della comunità dei comuni di Grand Pic Saint-Loup, è vicepresidente responsabile delle relazioni e degli affari europei.
Nel 2015, dopo le elezioni dipartimentali, Tolleret è diventata il sostituto di Marie-Christine Bousquet, sindaco di Lodève. Dopo la morte di Bousquet, Tolleret l'ha sostituita nel consiglio dipartimentale dell'Hérault.

### Europarlamentare
Durante le elezioni del Parlamento europeo del 2019, Tolleret era al nono posto nella lista dei candidati di La République En Marche !
In Parlamento, Tolleret ha fatto parte della Commissione per i diritti della donna e l'uguaglianza di genere. Oltre ai suoi incarichi in commissione, è stata membro della delegazione del Parlamento con il Giappone, dell'Intergruppo del Parlamento europeo sui diritti dei bambini, dell'Intergruppo del Parlamento europeo sui cambiamenti climatici, la biodiversità e lo sviluppo sostenibile, dell'Intergruppo del Parlamento europeo sui diritti LGBT e del gruppo degli eurodeputati contro il cancro.